# هانس زینتالر
هانس زینتالر (آلمانی: Hans Siegenthaler؛ زادهٔ ۵ فوریه ۱۹۲۳) بازیکن فوتبال اهل سوئیس بود.
وی همچنین عضو تیم ملی فوتبال سوئیس در جام جهانی فوتبال ۱۹۵۰ بوده است.